# 劉養充
劉養充（1536年—？年），字以道，號懷竹，四川重慶府涪州人，明朝政治人物。

## 生平
十一月十九日生，行十七，治《易經》，由州學生中式隆慶四年（1570年）庚午科四川鄉試第二名舉人，隆慶五年辛未科會試中式第二百八十一名，第三甲第二百名進士。户部觀政，授陕西韩城知县，萬曆元年（1573年）调任祥符县知县，丁憂歸。五年复除太康知县，八年考选广西道监察御史，九年差巡按贵州，十年升陕西按察司佥事，卒于官。

## 家族
曾祖劉志茂，贈戶科給事中；祖劉茝，給事中、按察司副使；父劉承武，通判；嫡母黃氏；生母張氏。慈侍下。妻王氏，繼妻冉氏。兄養誠；養和；養高；養直，弟養謙；養重；養敬；養端；養復；養介。